# Tigres asiatiques
Pour les articles homonymes, voir Tigre et Bébé tigre.

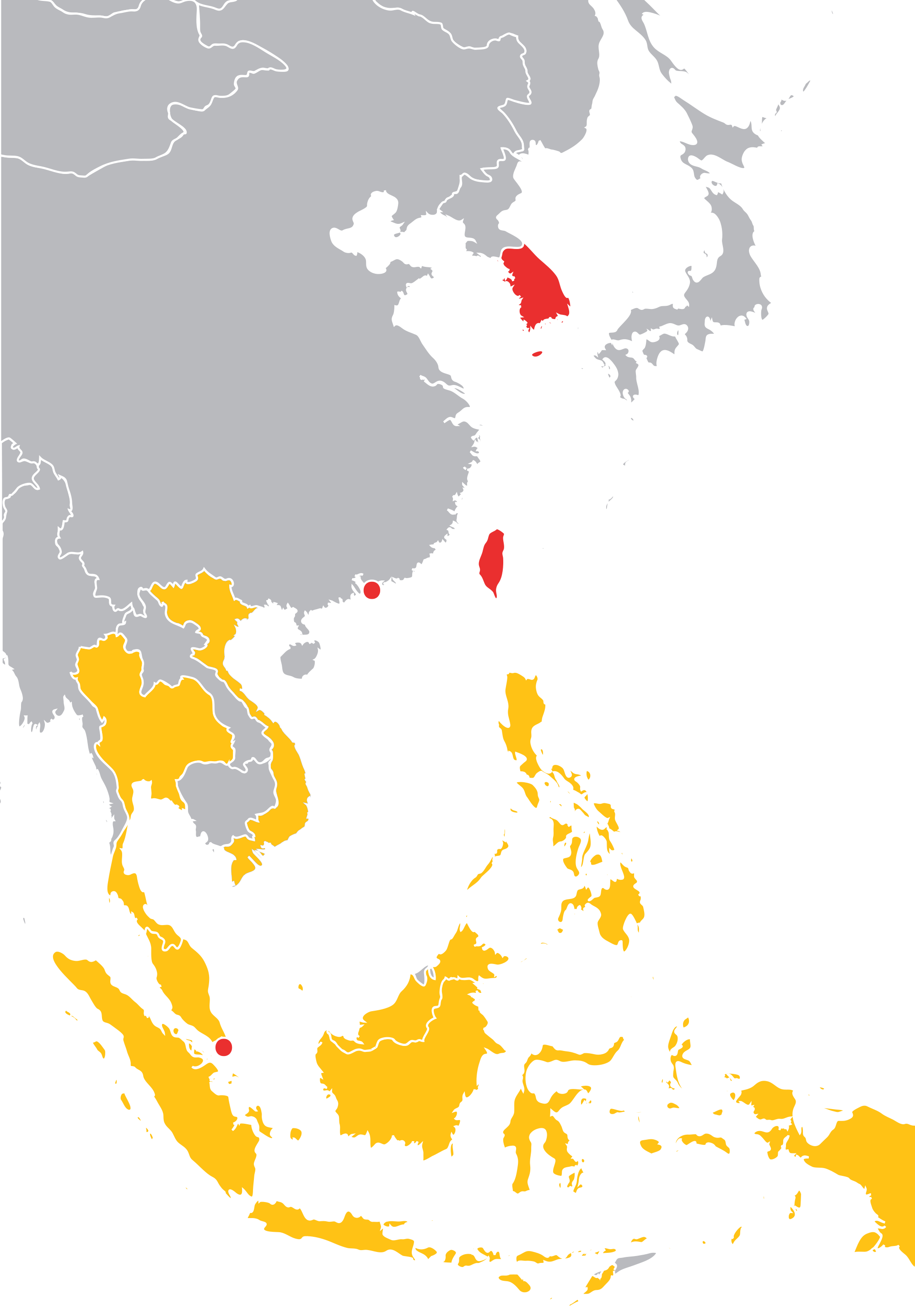
Les tigres ou dragons d'Asie en rouge, les nouveaux tigres en jaune.

L'expression tigres asiatiques ou tigres d'Asie désigne à l'origine quatre économies est-asiatiques devenues industrielles dans la seconde moitié du XXe siècle et formant la première génération des nouveaux pays industrialisés d’Asie (NPIA) : la Corée du Sud, Taïwan, Singapour et Hong Kong. On leur donne également le nom de dragons asiatiques ou dragons d'Asie. Employées dans le dernier quart du XXe siècle, les deux expressions sont forcément datées.
Il ne faut pas confondre les dragons et les tigres, avec les nouveaux tigres, ou bébés tigres, lesquels appartiennent à la deuxième génération des nouveaux pays industrialisés d’Asie (NPIA) : la Thaïlande, la Malaisie, l’Indonésie et les Philippines. Sont également de nouveaux tigres les pays de la génération suivante comme le Viêt Nam,.
Leur émergence est une composante de la vague de développement touchant les économies émergentes d’Asie.
La raison principale de l’ouverture des pays en développement est le succès des NPI et du Sud-Est asiatique. Les dragons et les bébés tigres ont pu apparaître comme des modèles de réussite de croissance économique, malgré la crise financière de fin 1997-début 1998. Grâce notamment aux investissements directs à l’étranger (IDE) qui viennent des pays de la triade (et plus particulièrement du Japon et des quatre dragons), ces pays ont réduit leur chômage et améliorent petit à petit leur niveau de vie,.